# Pier 2

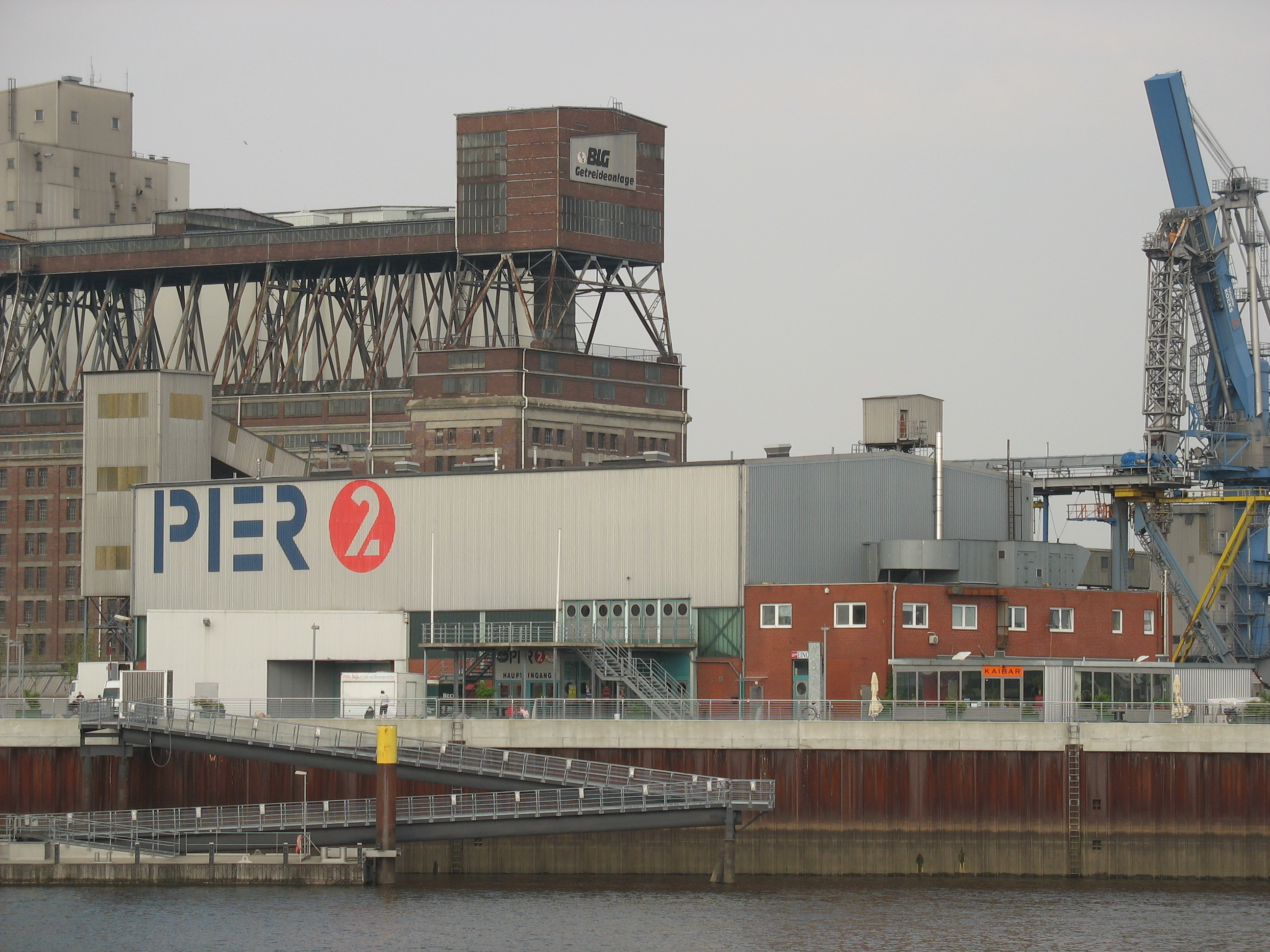
Außenansicht des Pier 2

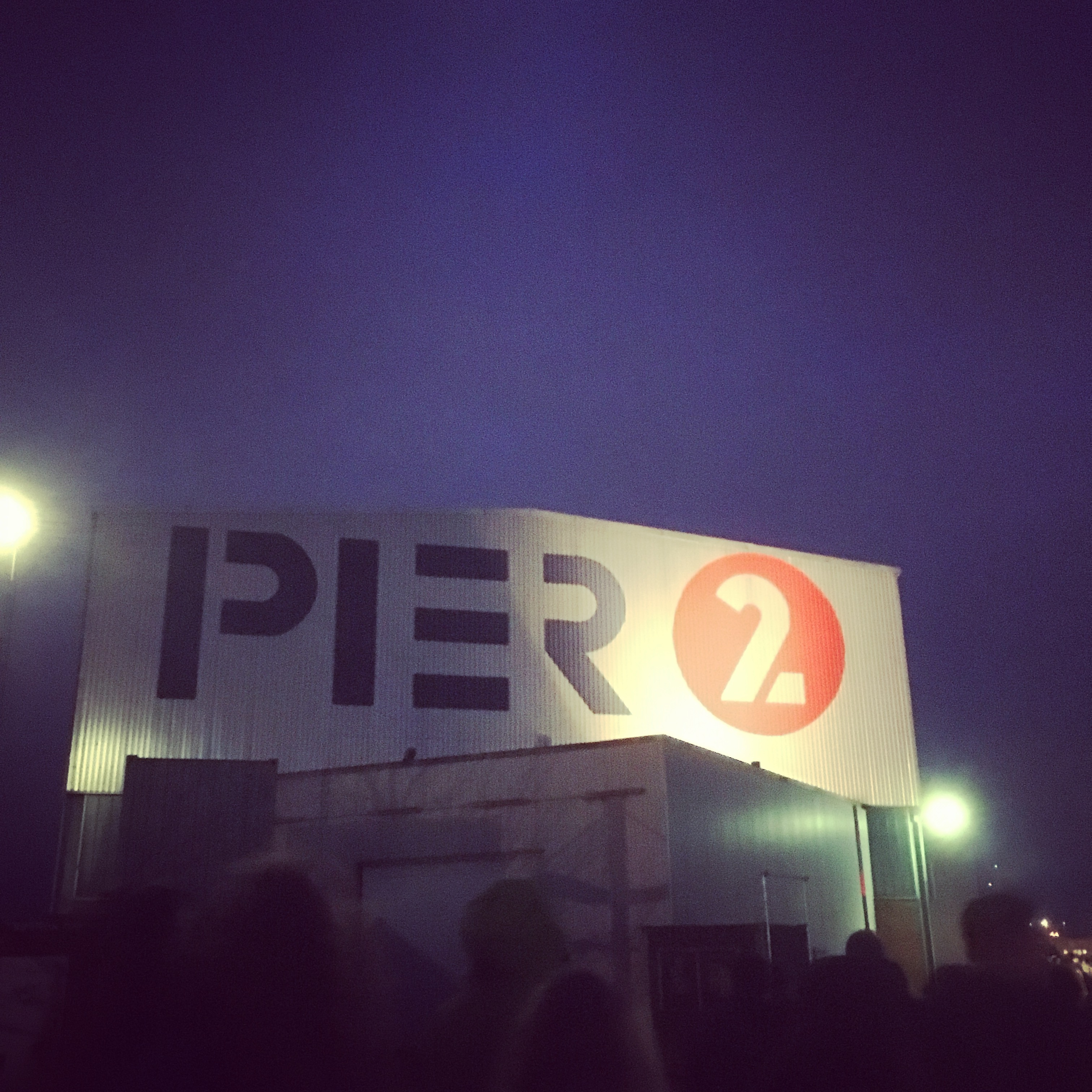
Pier 2 bei Nacht

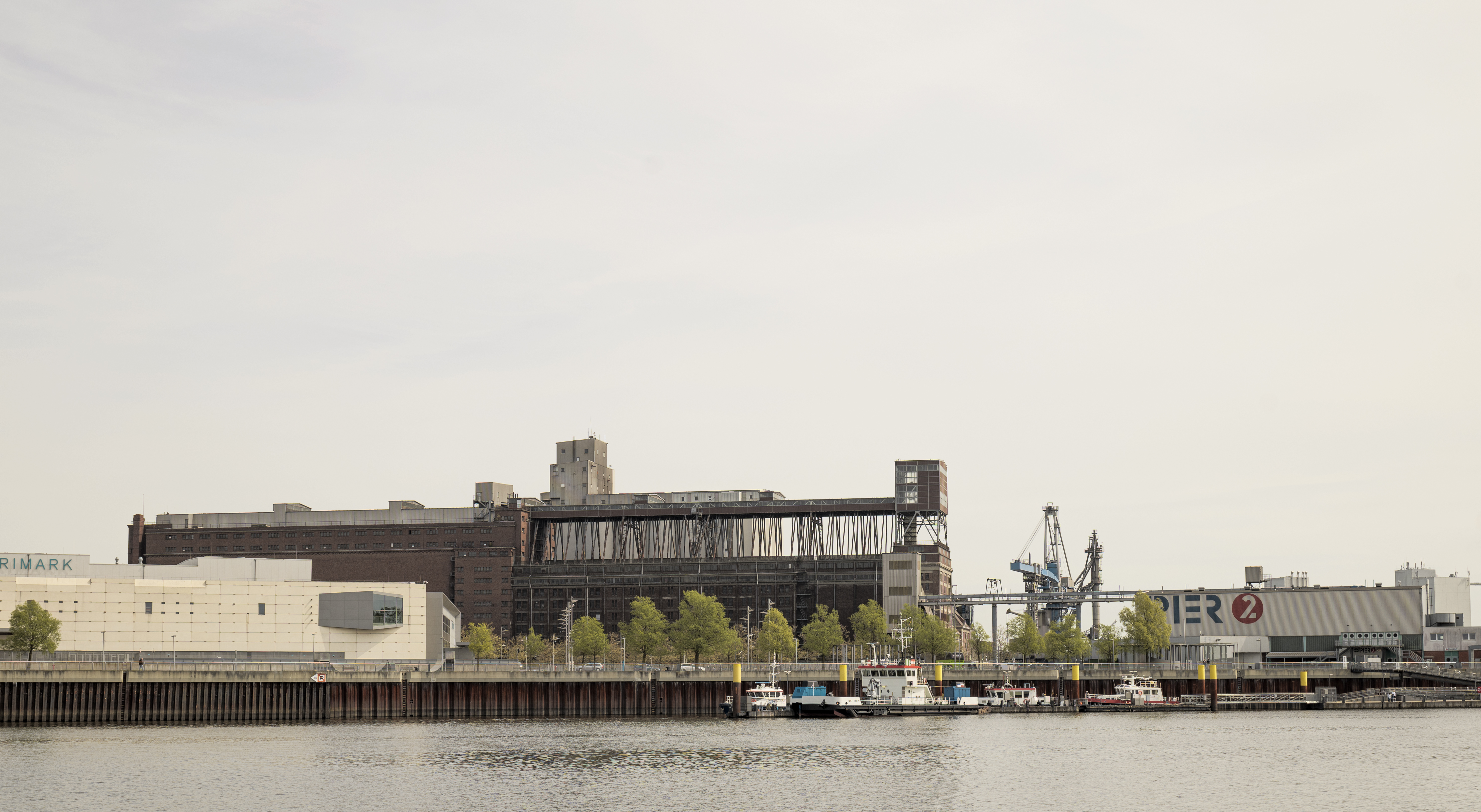
Gebäudekontext von der Wasserseite

Pier 2 ist ein Veranstaltungszentrum im Bremer Stadtteil Häfen. Betrieben wird der Veranstaltungsort von der Pier 2 Event UG, dessen Geschäftsführer Oliver Brock ist.
Das Gebäude auf dem ehemaligen Gelände der AG Weser am Rande des Hafenbezirks Industriehäfen wurde als Lagerhalle genutzt. Die Halle liegt an der ehemaligen Pier  2 der Werft – daher auch ihr Name. Sie befindet sich in Nachbarschaft der Getreideverkehrsanlage und der Waterfront Bremen. Bis 1996 wurde die Halle zum modernen Veranstaltungsort ausgebaut. Hier finden Messen, Konzerte und Kinovorführungen für bis zu 2800 Menschen statt.